# Парк-Олімпік-Ліонне
Парк Олімпік Ліонне (фр. Parc Olympique Lyonnais), з 12 липня 2017 року має назву відповідно до спонсорських контрактів — Групама Стедіум (фр. Groupama Stadium) — футбольний стадіон у місті Десін-Шарп'є, що поблизу Ліона. Арена приймала матчі Євро-2016.
Стадіон є одним з об'єктів комплексу, який розташовується на площі в 50 гектарів, де також перебувають тренувальна база «Ліона», готелі та офіси. 2016 року нова арена замінила знаменитий «Жерлан» — домашній стадіон «Олімпіка» з 1950 року, який приймав матчі чемпіонату Європи 1984 та чемпіонату світу 1998.

## Назва

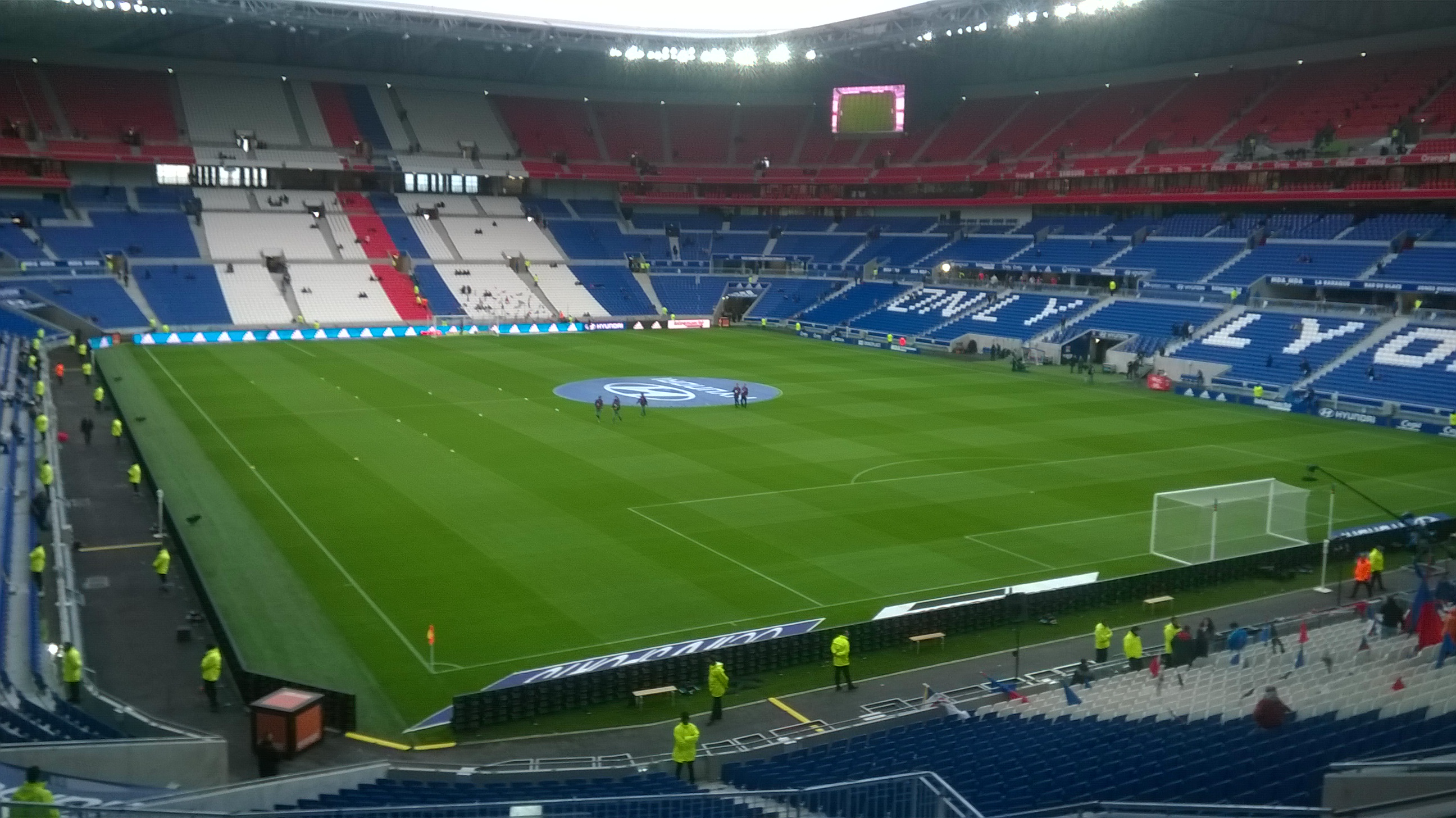
Внутрішній вигляд стадіону

Офіційна назва стадіону «Парк Олімпік Ліонне», якою підписують арену в офіційних протоколах. Також поширеною є назва «Стад де Люм'єр», яка перекладається як «Стадіон світла». Назву пов'язують із фестивалем світла, що проводиться в Ліоні щорічно на початку грудня. Свято заснували на честь Діви Марії, яка, за легендою, колись врятувала Ліон від епідемії чуми.

## Історія

### Будівництво
Вперше проект будівництва власного стадіону клубу власник «Олімпіка» Жан-Мішель Ола представив ще в 2007 році. Будівництво планувалося завершити в 2010 році, але ця дата постійно відкладалася. Однією із причин були масові протести фермерів, на чиїх землях збиралися побудувати стадіон, та екологів що їх підтримували.
Незважаючи на протести, будівництво розпочалося в жовтні 2012 року. Разом з тим, перед цим стадіон був включений до списку арен, що прийматимуть матчі чемпіонату Європи 2016. Будівництво комплексу завершили, як і планувалося, в 2015 році.

### Відкриття
Арену відкрито 9 січня 2016 року матчем 20-го туру чемпіонату Франції з футболу, у якому «Ліон» приймав «Труа». Матч завершився з рахунком 4:1 на користь господарів, а перший гол на новозбудованому стадіоні забив Александр Ляказетт.

## Чемпіонат Європи з футболу 2016

Чаша стадіону перед матчем Україна-Північна Ірландія

На стадіоні пройшли 6 матчів Євро-2016: чотири на груповому етапі, один на стадії 1/8-ї фіналу і один півфінальний.
| Дата           | Час (київський) | Господар   | Результат | Гість             | Раунд      | Глядачі |
| -------------- | --------------- | ---------- | --------- | ----------------- | ---------- | ------- |
| 13 червня 2016 | 22.00           | Бельгія    | 0-2       | Італія            | Група E    | 55 408  |
| 16 червня 2016 | 19.00           | Україна    | 0-2       | Північна Ірландія | Група C    | 51 043  |
| 19 червня 2016 | 22.00           | Румунія    | 0-1       | Албанія           | Група A    | 49 752  |
| 22 червня 2016 | 19.00           | Угорщина   | 3-3       | Португалія        | Група F    | 55 514  |
| 26 червня 2016 | 16.00           | Франція    | 2-1       | Ірландія          | 1/8 фіналу | 56 279  |
| 6 липня 2016   | 22.00           | Португалія | 2-0       | Уельс             | Півфінал   | 55 679  |